# Cerimònia ritual dels Voladors

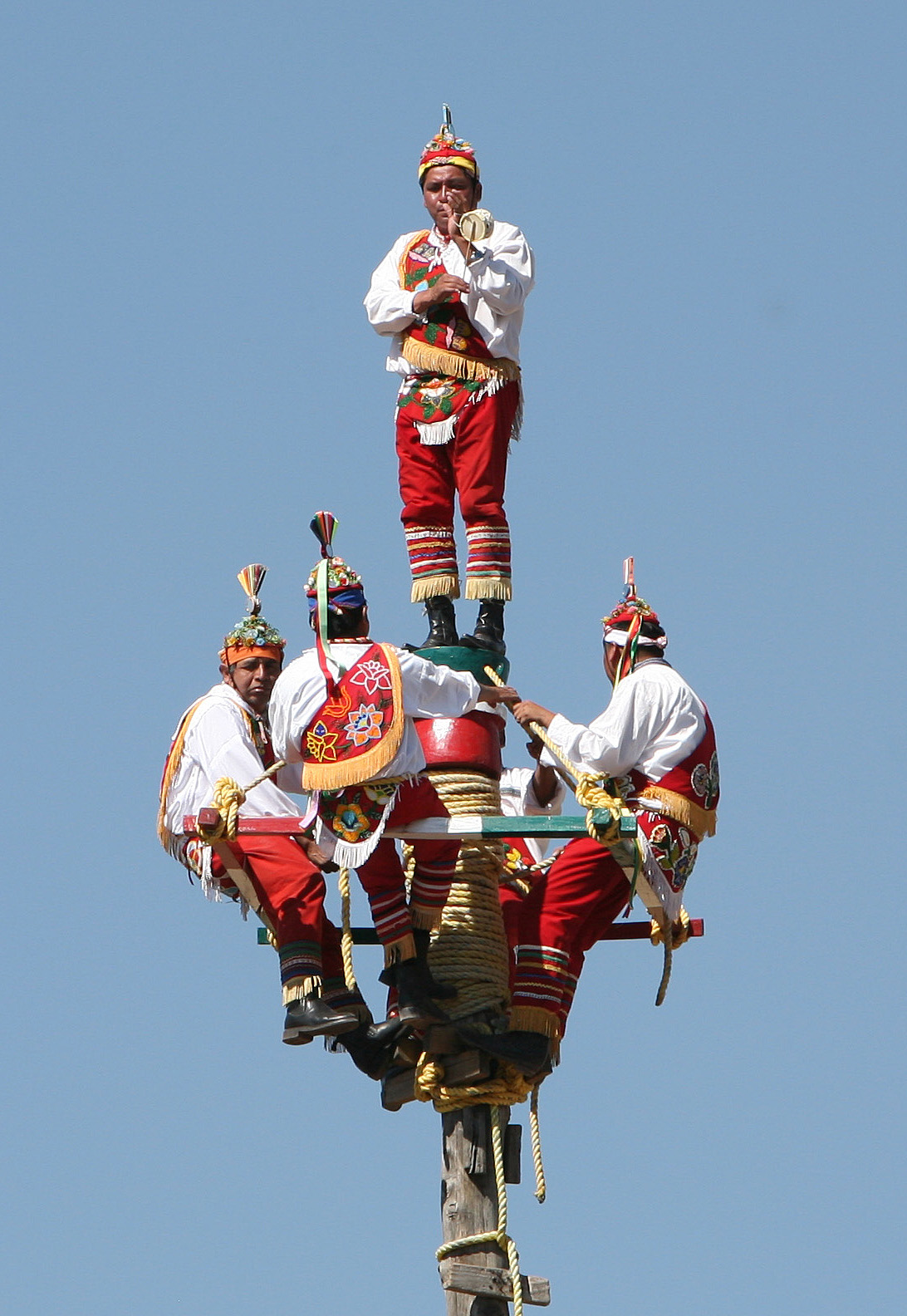
Homes Voladors començant el seu ball a Teotihuacan

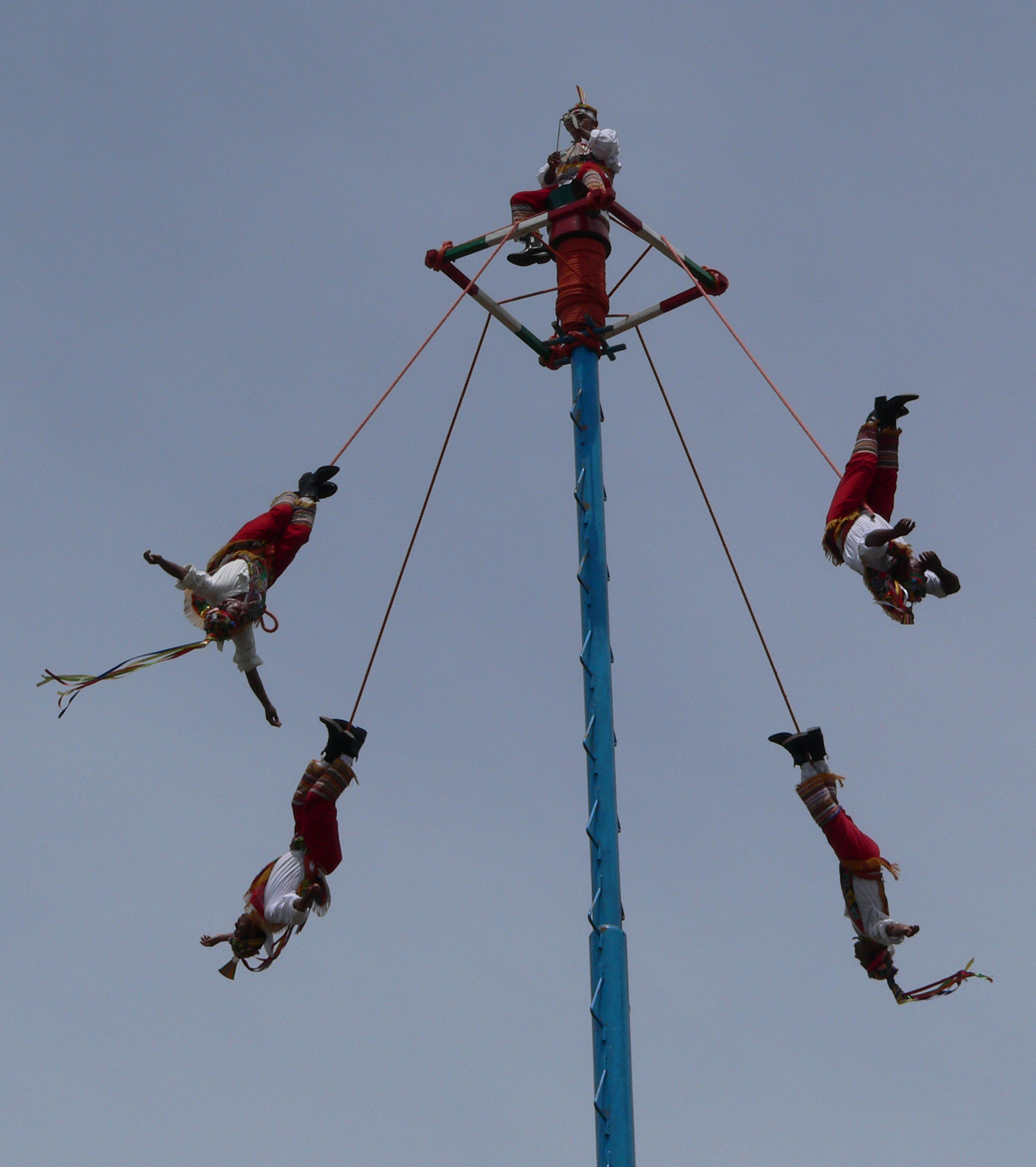
Totonaques de Papantla fent el ritual a Veracruz

La cerimònia ritual dels Voladors, o ball del Pal Volador, és una antiga cerimònia mesoamericana que perviu. És originària dels pobles nahua, huasteca i otomí del centre de Mèxic, i després es va estendre per la major part de Mesoamèrica. El ritual consisteix en la dansa i l'escalada d'un tronc de 30 metres des del qual quatre dels cinc participants es llencen després lligats amb cordes per a baixar a terra. El cinquè roman a dalt del tronc, ballant i tocant la flauta i el tambor. Segons el mite, el ritual es va crear per a demanar als déus que acabessin amb una severa sequera. Encara que el ritual no es va originar amb el poble totonaca, avui s'hi associa, especialment amb la localitat de Papantla de l'estat de Veracruz. La cerimònia és Patrimoni Cultural Immaterial de la Humanitat d'ençà del 2009.

## Història

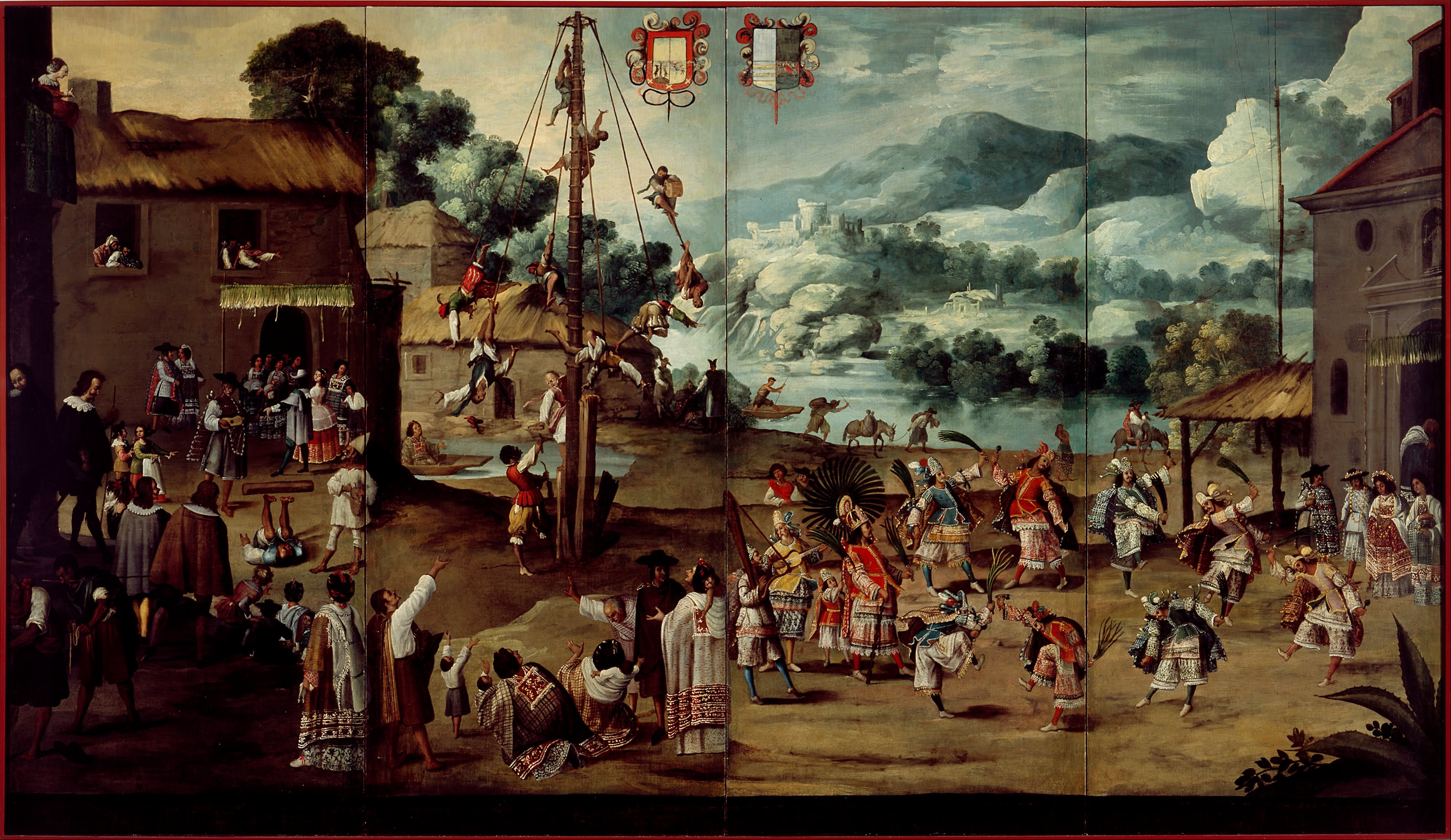
Boda ameríndia i pal volador, ca. 1690

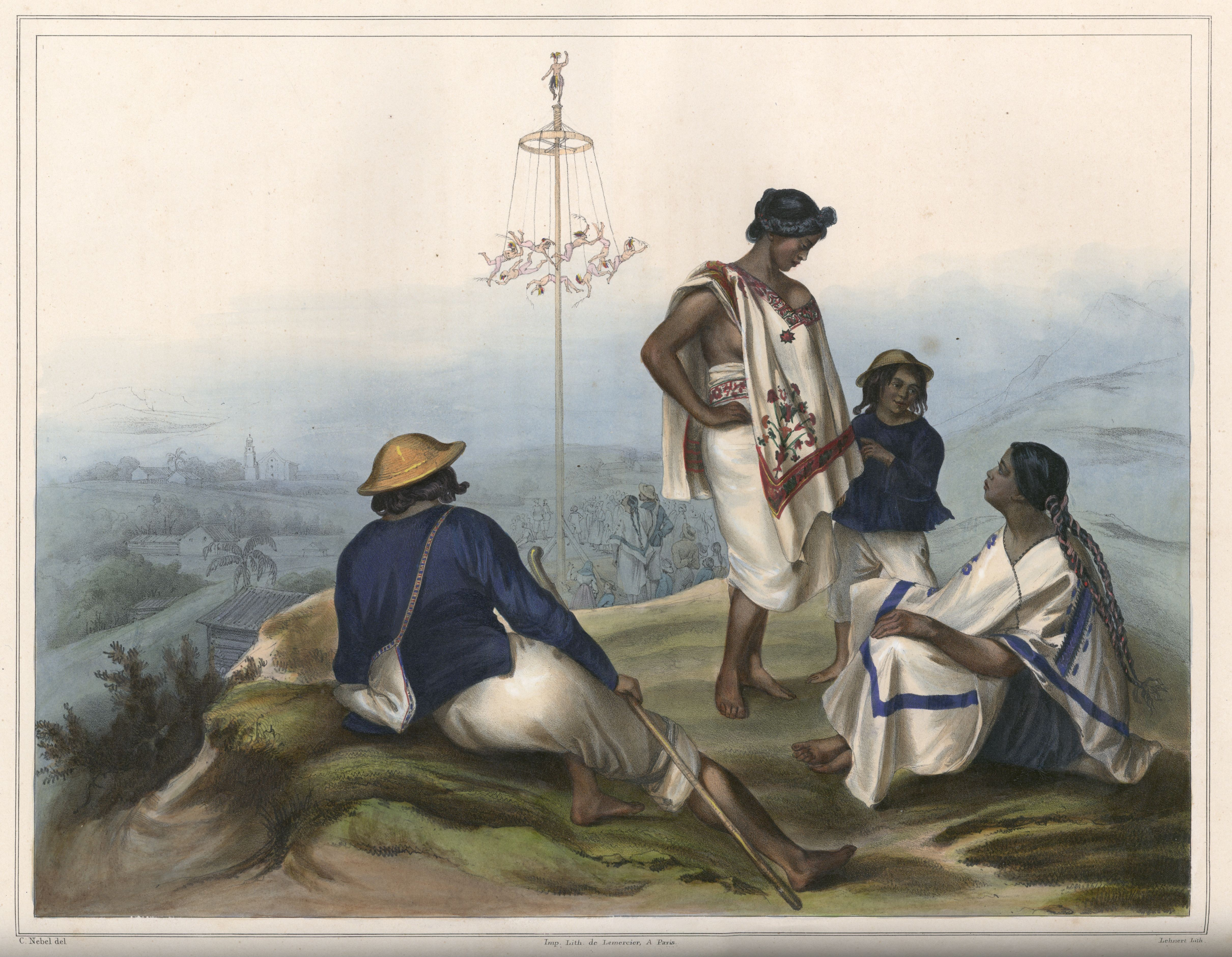
Voladores ca. 1836, de Carl Nebel

Segons el mite totonaca, fa almenys 450 anys hi va haver una forta sequera que va portar fam car els déus retenien la pluja perquè la gent els havia descuidat. Així, doncs, la cerimònia es va crear per apaivagar els déus i retornar les pluges. En algunes versions de la història el ritual és creat pels vells d'un poble, que després van triar cinc joves que eren casts, i en altres versions els mateixos cinc homes creen el ritual. Així, l'arbre més alt del bosc proper és talat, amb el permís del déu de la muntanya, despullat de branques i arrossegat fins al poble. El tronc s'erigeix amb una cerimònia, els joves s'enfilen al pal i quatre salten mentre el cinquè toca música. El ritual va agradar al déu de la pluja Tlàloc i a altres déus, així que les pluges van començar de nou i va tornar la fertilitat a la terra.
Tot i que es desconeix l'origen exacte d'aquesta dansa ritual, es considera que es va originar amb els pobles huasteca, nahua i otomí a la serra Nord de Puebla i les zones muntanyoses de Veracruz. El ritual es va estendre per gran part del món mesoamericà fins que es va practicar des del nord de Mèxic fins a Nicaragua. L'evidència del ritual es remunta almenys fins al període preclàssic segons la ceràmica trobada a Nayarit. En l'Amèrica precolombina el ritual era força més complex, implicant tabús i meditació: es creia que els participants es feien passar per ocells i en algunes zones anaven vestits de lloros, guacamais, quetzals i àguiles. Aquests ocells representaven els déus de la terra, l'aire, el foc i l'aigua. Al segle xvi el ritual estava fortament associat a les cerimònies solars, com l'equinocci de primavera, així com amb la pluja i les divinitats solars com Xipe-Totec i Tlazolteotl.
En la mitologia maia, la creació del món s'associa amb una deïtat ocell (Itzamna) que resideix a l'Arbre del Món. Cinc «homes ocells» a la part superior d'un tronc representen les divinitats dels ocells. El ballarí principal es troba al centre i toca una flauta, que representa el so del cant dels ocells. Els altres quatre «home ocell» (que representen les quatre direccions) giren al voltant del tronc per a representar la recreació del món (i la regeneració de la vida).
Diego Durán, que va registrar molts costums asteques en el moment de la conquesta espanyola, va descriure un incident que recordava a la dansa dels Voladors, on un príncep asteca, Ezhuahuacatl, es va sacrificar en llençar-se des d'un tronc de 20 brazas d'alçada (probablement uns 120 peus). Els quatre voladors moderns solen envoltar el tronc 13 vegades cadascun, per a un total de 52 voltes, el nombre d'anys del calendari asteca.
El ritual es va perdre parcialment després de la conquesta de l'Imperi Asteca, i els espanyols en van destruir molts registres, tot i que el frare Juan de Torquemada va conservar un relat força detallat. L'Església catòlica estava en contra dels rituals «pagans» i aquest i molts altres rituals van ser silenciats o practicats en secret. Gran part del que se sap es deu a la tradició oral i l'escriptura dels primers europeus que van arribar a Mèxic. Més endavant, s'afegirien elements catòlics al ritual i es va convertir en una mena d'espectacle en el període colonial posterior fins que pràcticament va desaparèixer.
Encara que el ritual no es va originar amb els totonaques, avui en dia sovint s'associa amb els totonaques de l'àrea de Papantla a Veracruz. En els temps moderns, s'han produït una sèrie de canvis: a causa de la desforestació de bona part de la serra de Puebla i les zones muntanyoses de Veracruz, la majoria de voladors actuen sobre pals metàl·lics permanents, tot i que el canvi més polèmic ha estat la introducció de dones participants en la cerimònia.

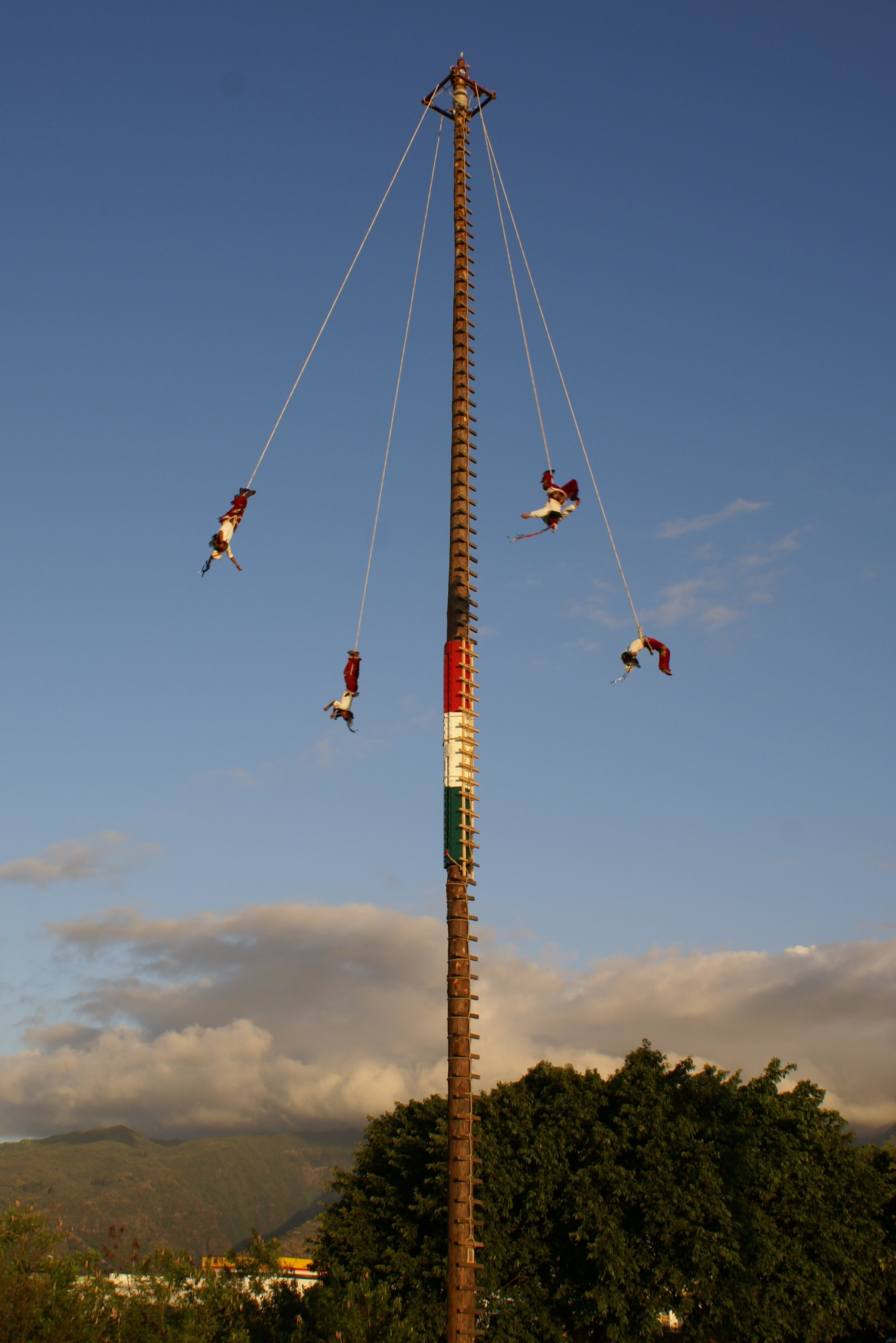
Voladors actuant a l'Illa de la Reunió durant una visita el 2008

## Versions
A banda de si hi ha o no una cerimònia del pal, existeixen altres variacions en el ritual. Entre els pobles nahua i otomí, generalment no hi ha ball abans de pujar al tronc i la cerimònia comença al cim. També hi ha una versió on el marc suspès té cinc costats en comptes de quatre i el ritual inclou sis ballarins i no cinc. El moment més tradicional per a interpretar aquesta versió és el Dijous Sant en el punt culminant d'una festa celebrada aquest dia anomenada Huapangueada. Alguns ballarins tenen regles a seguir, com ara la necessitat de dejunar un o més dies abans de la cerimònia i abstenir-se de relacions sexuals perquè els déus vegin la cerimònia favorablement. La majoria de les variacions es troben a l'estat de Puebla. Tanmateix, la variació més controvertida és si permetre o no a les dones de realitzar el ritual. A Papantla, que és la comunitat més associada al ritual, el consell d'ancians ha prohibit formalment la inclusió de les dones i tradicionalment les dones han estat excloses de totes les danses rituals totonaques. Fins i tot per al ball anomenat La Maringuilla, la protagonista femenina és representada per un home. La prohibició neix de la creença que les dones són «entitats dolentes, que porten mala sort» i la seva inclusió seria un pecat que provocaria l'ira dels déus.
No obstant això, en algunes comunitats, com Cuetzalan i Pahuatlán a Puebla i Zozocolco de Hidalgo a Veracruz, s'ha permès que les dones siguin voladores. Les persones que tinguin permís per participar-hi han de completar primer una sèrie de rituals dissenyats per a demanar perdó als déus i sants catòlics pel fet de ser dona. Les dones també han de ser verges i no tenir xicot si no estan casades, o abstenir-se de relacions sexuals abans del ritual si estan casades. Si es descobreix que una dona voladora ha incomplert les regles de l'abstenció sexual, és portada a un altar envoltat de cremadors d'encens i espelmes. Una imatge de l'arcàngel Miquel o de sant Jaume testimonia el càstig, que comporta una sèrie de bufetades, amb la quantitat en funció de la transgressió i de la decisió dels responsables. S'afirma que el ritual cura «la febre» de la dona i es creu que les dones que no compleixen aquestes regles duran calamitats al ritual.
Es desconeix quan la primera dona va poder participar com a voladora. Un dels primers homes a formar dones va ser Jesús Arroyo Cerón, que va formar la seva filla Isabel l'any 1972 i després va formar les seves altres tres filles. El març de 2006, als 70 anys, va caure d'un pal durant les celebracions de Cumbre Tajín i va morir. Els membres de la família creuen que va caure «al costat dels déus», però alguns patriarques creuen que l'accident va ser una retribució divina.
A Guatemala el ball de pal volador encara se celebra a Joyabaj (15 d'agost), Chichicastenango (17-23 de gener) i Cubulco (26 de juliol).

## Patrimoni Cultural Immaterial

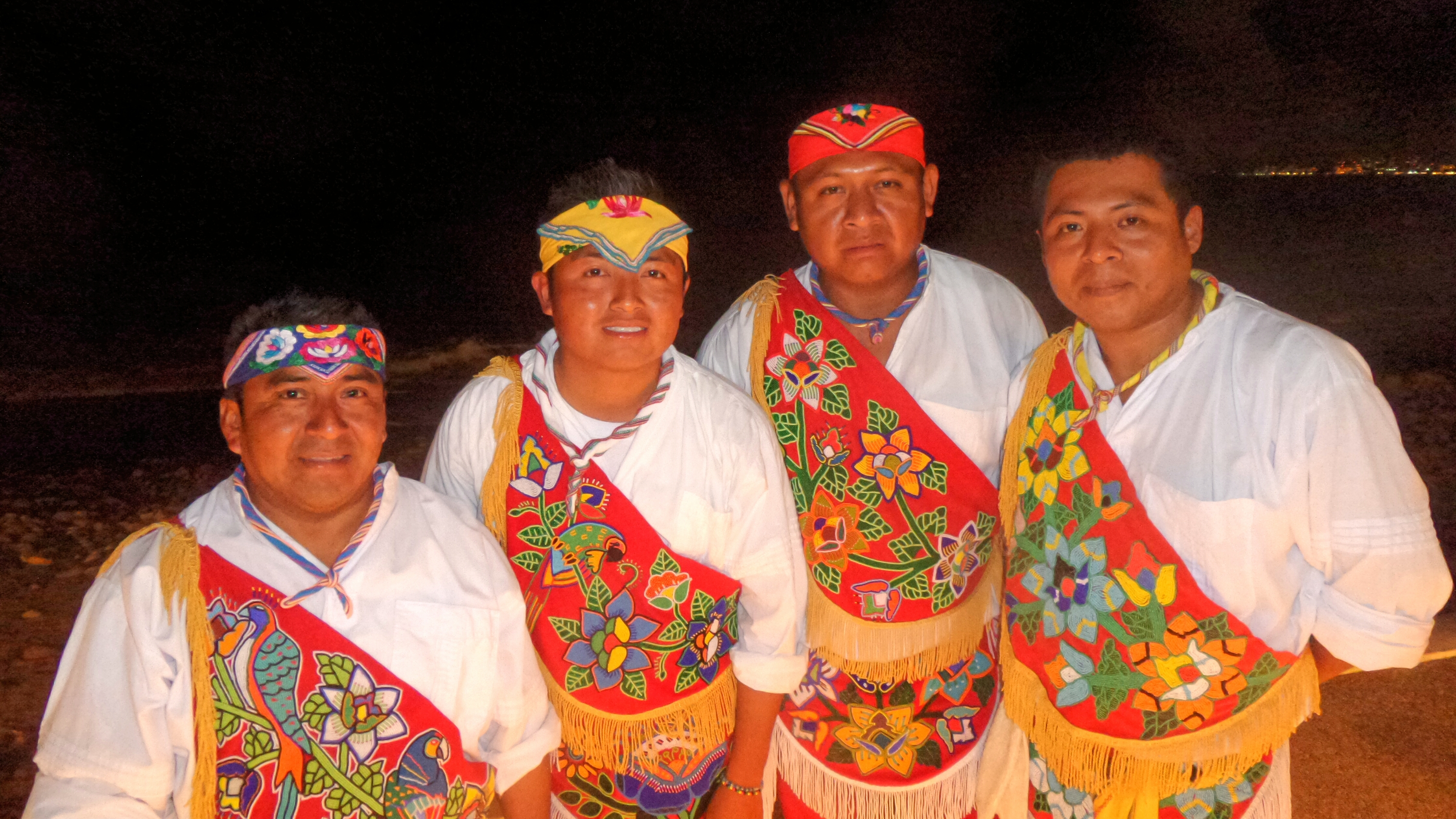
Voladors mostrant els seus vestits utilitzats en una actuació a Puerto Vallarta

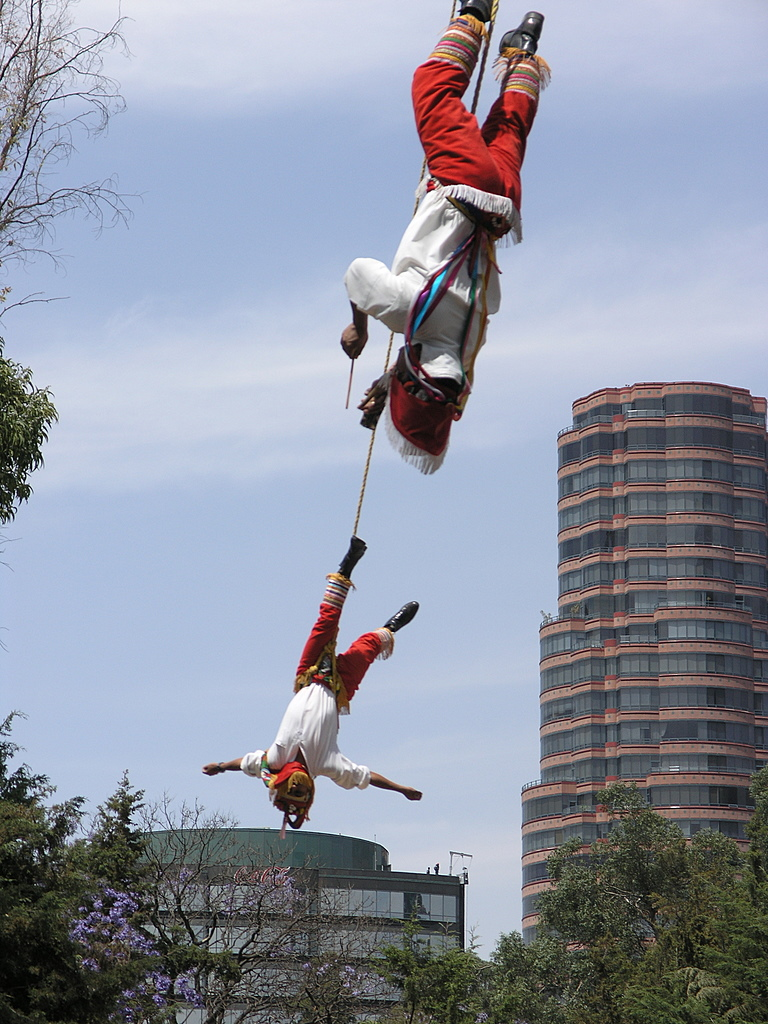
Voladors a l'exterior del Museu Nacional d'Antropologia de Mèxic

La cerimònia ritual dels Voladors de Papantla va ser reconeguda com a Patrimoni Cultural Immaterial de la Humanitat per la UNESCO l'any 2009. Aquest és el segon esdeveniment mexicà que té aquest reconeixement, essent el primer el Dia de Morts el 2008. El governador Fidel Herrera Beltrán va rebre el guardó en nom del poble i del govern de l'estat de Veracruz, i especialment dels indígenes de la regió de Totonacapan. Les celebracions del reconeixement van tenir lloc el 12 d'octubre de 2009 al parc Takilhsukut d'El Tajín i a altres llocs voladors de Mèxic.
El reconeixement comporta la responsabilitat de Mèxic de salvaguardar i promoure la tradició per a mantenir-la viva. Una part del procés de nominació va ser un extens pla regional de preservació, promoció i desenvolupament del patrimoni cultural a Veracruz i altres parts de Mèxic i l'Amèrica Central. Un dels esforços que s'ha dut a terme és l'establiment de l'Escola de Nens Voladors, que es troba al parc Takilhsukut i és la primera escola formal per a voladors. Té una població estudiantil d'entre 70 i 100 alumnes que coneixen la història, la significació i els valors associats al ritual des del període prehispànic. Aquests inclouen els associats a la tria del tronc al bosc, anomenat kiwi tsakáe, un aspecte del ritual que està en perill d'extinció. L'escola està patrocinada pel govern de l'estat de Veracruz i els nens comencen a assistir-hi quan tenen entre 6 i 8 anys. La majoria procedeixen de les comunitats veïnes, els pares i avis dels quals són voladors. L'escola exigeix que els alumnes compleixin certs requisits, com ara poder parlar totonaca i no s'admeten noies. Tanmateix, la majoria dels voladors aprenen el ritual dels seus pares i avis a partir dels vuit o deu anys. Esdevenir volador a la comunitat tradicional totonaca requereix de 10 a 12 anys de preparació i molts consideren que és una vocació de per vida.
Un altre esforç per a conservar i promocionar la tradició és la Trobada de Voladors, que es va iniciar l'any 2009 i coincideix amb l'equinocci de primavera de Cumbre Tajín del jaciment El Tajín. Durant cinc dies, voladors de diversos llocs actuen als pals aixecats al lloc. L'objectiu no és només veure els diferents vestits i estils dels grups sinó compartir experiències sobre el ritual de fertilitat. Els voladors provenen d'indrets tan llunyans com San Luis Potosí i Guatemala.
Un dels motius de la necessitat de protecció és que en la majoria dels casos a Mèxic, el ritual no es realitza amb finalitats religioses. La primera organització de voladors va sorgir als anys 1970 però també la comercialització del ritual. A Mèxic hi ha uns 600 voladors professionals. A les comunitats més petites, el ritual només es promulga el dia de la festa patronal o en altres esdeveniments religiosos, però a les comunitats més grans, especialment on hi ha turistes, es realitza com a atracció. Dos exemples d'això són els voladores que actuen a Xcaret i Xel-Ha, i els voladores totonaca al parc de Chapultepec a Ciutat de Mèxic, que són una de les principals atraccions de la ciutat. Alguns grups de voladors intenten equilibrar el respecte pel ritual tot fent també actuacions per al públic general.
Per promocionar el ritual i la cultura que hi ha al darrere a nivell internacional, grups de voladors han actuat arreu de Mèxic i en altres països en el marc de festivals culturals, com al Carnaval cultural de Valparaíso o el Fòrum Universal de las Cultures de Barcelona.